# Flux de clics
Un Flux de clics (« Clickstream ») est l'enregistrement de ce sur quoi clique un utilisateur lorsqu'il navigue sur Internet ou lorsqu'il utilise un autre outil informatique. Lorsqu'il clique n'importe où sur une page Web ou sur un formulaire d'application, l'action est enregistrée sur le poste client ou sur un serveur Web, avec d'autres informations telles que le navigateur Internet utilisé, les routeurs, les serveurs de proxy, etc. L'analyse des flux de clics est utile pour l'analyse de l'activité Internet,, les tests de logiciels, la recherche de marché et pour l'analyse de la productivité des employés. 

## Sources de données
Il y a deux types de sources de données pour l'analyse des flux de clics : les données orientées sites Web, et les données orientées utilisateurs Web. Dans le premier cas, les sources de données sont les fichiers log des serveurs Web dans lesquels est stockée la navigation de l'utilisateur sur ce site web. Dans le second cas, les sources de données sont les informations que collectent les FAI (Fournisseurs d'accès Internet), les codes JavaScript et les Applets Java qui les stockent sur la machine de l'utilisateur. On peut aussi  utiliser les données des panels recueillies par Comscore ou Nielsen, ou d'autres panélistes.
On peut trouver dans ces sources de données des champs indiquant le jour et l'heure de la requête, le type de requête, l'adresse IP de l'utilisateur, le type, le nom et la version du navigateur qu'il utilise, le site précédemment visité, ainsi que des données provenant des cookies du poste de l'utilisateur donnant des informations sur la fréquence des visites.